# De humani corporis fabrica libri septem

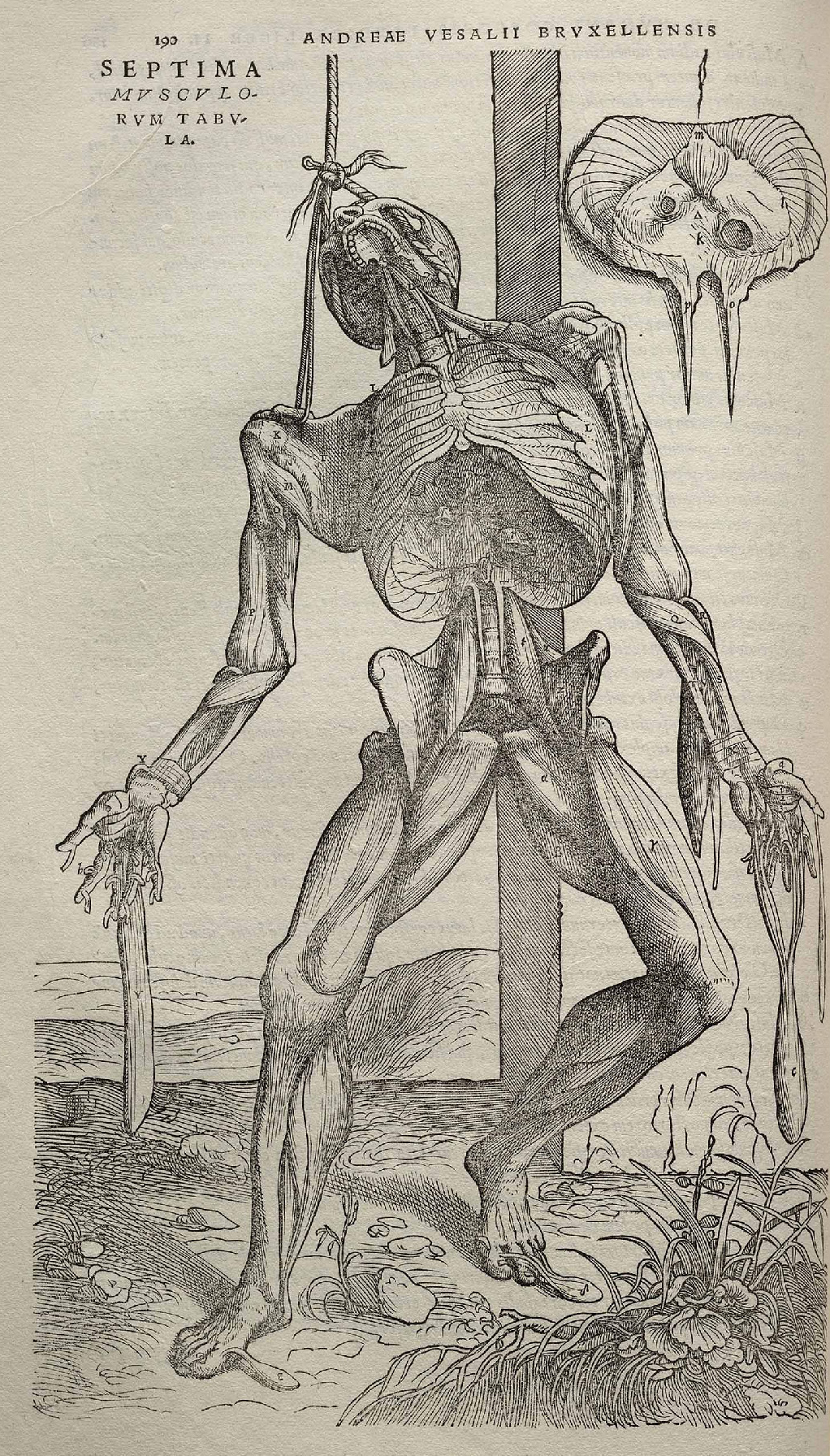
7e houtsnede van Vesalius

De humani corporis fabrica libri septem ('Over de bouw van het menselijk lichaam in zeven boeken') is een anatomieboek geschreven door Andreas Vesalius en gepubliceerd in Bazel in 1543.
Omdat Nicolaus Copernicus in datzelfde jaar De revolutionibus orbium coelestium uitbracht, wordt 1543 soms beschouwd als de start van de Wetenschappelijke Revolutie, al is een exact beginpunt feitelijk niet aan te duiden.
De zeven delen ("boeken") behandelen ieder een ander onderdeel van de anatomie. Tot het boek over de spieren, bijvoorbeeld, behoren onder andere 14 houtsneden van de spieren, waarvan hier de zevende is afgebeeld. De tekeningen werden meestal gemaakt naar de opengesneden lijken van geëxecuteerden. Dit wordt hier gesymboliseerd door het touw om de nek. De 14 platen, naast elkaar gelegd, laten op de achtergrond een panoramatekening zien, wellicht de Eugenische heuvels van Abano Terme, een landstreek even buiten Padua. De anatomische tekeningen zijn van de hand van Johan Stefan van Kalkar, het landschap mogelijk van iemand van de familie Campagnola.
Omdat het boek in het Latijn is geschreven, zijn alle lichaamsdelen, spieren enz. die benoemd zijn, en dat heeft Vesalius zo veel mogelijk gedaan, ook in het Latijn benoemd. Door de grote impact van het boek zijn deze Latijnse benamingen later de standaard gaan vormen in de anatomie.
Hoewel Vesalius zich in vele opzichten afzette tegen Galenus in dit boekwerk, maakte hij in sommige opzichten feitelijke fouten door gegevens van Galenus klakkeloos over te nemen, zoals de doorlaatbaarheid van de scheiding tussen de linker- en de rechterhelft van het hart (Vesalius ging er hier van uit dat deze openingen zeer klein waren en nauwelijks te zien).
Boeken:
- Boek 1: Beenderen en gewrichten,
- Boek 2: Ligamenten en spieren,
- Boek 3: Aders en bloedvaten,
- Boek 4: Het zenuwstelsel,
- Boek 5: Spijsvertering en voortplantingsorganen,
- Boek 6: Hart en ademhaling,
- Boek 7: De hersenen

Vesalius schonk het eerste exemplaar van de Fabrica aan Keizer Karel V, deze versie was in keizerlijk purper ingebonden en had met de hand ingekleurde illustraties.
De KU Leuven had tot 2024 enkel een exemplaar van de eerste uitgave in zijn collectie. Een uniek exemplaar van de tweede uitgave uit 1555 betreft de kopie die aan Vesalius zelf heeft toebehoord. Het bevat namelijk aantekeningen in zijn handschrift, ter voorbereiding van een derde uitgave, die er nooit gekomen is. Het werd door een verzamelaar aangekocht bij Ketterer Kunst Doerling in Hamburg op 21 mei 2007, en voor de expositie “Vesalius at 500” in 2014 uitgeleend aan de Thomas Fisher Rare Book Library van de universiteit van Toronto. Op 2 februari 2024 werd het door Christie's terug te koop aangeboden en door de Vlaamse Gemeenschap onder het Topstukkendecreet en de KU Leuven, met dank aan de Stichting Désiré Collen, aangekocht. Daarmee beschikt de KU Leuven zowel over een eerste uitgave, als over een tweede uitgave, door Vesalius zelf geannoteerd.
In de John Hay Library van de Brown-universiteit van Providence, Rhode Island, bevindt zich een exemplaar ingebonden in mensenhuid. Ook koning Leopold III van België bezat zo'n exemplaar dat zijn grootvader Prins Philippe Eugène gekocht had in 1894 voor 310 frank. Het boek is verdwenen en zou door de echtgenote van koning Leopold III, prinses Lilian, een paar jaar voor haar dood verkocht zijn. Vermoedelijk gaat het om het exemplaar dat zich nu in de John Hay Library bevindt.
Een groot aantal van de houtsneden die gebruikt werden voor de boeken, zijn in de Tweede Wereldoorlog, tijdens bombardementen op de stad München vernietigd.
Vesalius publiceerde in 1543 ook nog een beknopte versie van de Fabrica : de Epitome. Het werd net als de Fabrica in Bazel gedrukt door Johannes Oporinus en was als goedkopere versie voor studenten bedoeld. Het boek werd opgedragen aan koning Filips II van Spanje.
- Biblioteca Nacional de España: XX3385701
- Bibliothèque nationale de France: cb17769669c (data)
- Gemeinsame Normdatei: 4427384-8
- Library of Congress Control Number: n81035169
- MusicBrainz work: 73f689bf-340e-4161-ad8a-311384610a20
- Nationale bibliotheek van Australië: 35997273
- Nationale Bibliotheek van Israël: 987007568075505171
- Système universitaire de documentation: 178552496
- Virtual International Authority File: 308606811